# EPUB
EPUB (abreviação de Electronic Publication - publicação eletrônica(pt-BR) ou publicação eletrónica(pt-PT?)) é um formato de arquivo digital, livre e aberto, específico para livros digitais (e-books), uma iniciativa de um formato padrão desde 2007 do Fórum Internacional de Publicação Digital (do inglês: International Digital Publishing Forum - IDPF) baseado na linguagem livre e aberta XML, projetado para textos com conteúdo fluido, de uso flexível, o que significa que a tela de texto pode ser otimizada de acordo com o dispositivo usado para leitura. Destinado a funcionar como um único formato padrão oficial para distribuição e venda de livros digitais. Ele substitui o padrão Open eBook.
EPUB é livre e aberto para com dispositivos de leitura, em geral, e foi criado pelo IDPF (International Digital Publishing Forum - Fórum Internacional de Publicação Digital). Útil para sistemas como CICOM, por exemplo. Os arquivos têm a extensão .epub.
O Fórum Internacional de Publicação Digital engloba várias empresas, como: Adobe, Hewlett Packard, Sony, dentre outras.

## História
EPUB tornou-se o standard oficial da IDPF (International Digital Publishing Forum) em Setembro de 2007, suprimindo o anterior - standard Open eBook -.
Em Agosto de 2009, a IDPF anunciou o inicio dos trabalhos no - standard EPUB -.
Em 6 de Abril de 2010 é anunciado que um grupo de trabalho irá se formar para rever a espeficicação EPUB. Um esboço (editors draft) foi publicado em 15 de Fevereiro de 2011. A 23 de Maio de 2011, a IDPF lança a especificação do EPUB para revisão. Em Outubro de 2011, a IDPF anuncia que os seus membros aprovaram EPUB 3 como a especificação recomendada (Recommended Specification).
| Parte   | Número             | Primeiro lançamento público | Título                                                                 | Descrição |
| ------- | ------------------ | --------------------------- | ---------------------------------------------------------------------- | --------- |
| Parte 1 | ISO/IEC TS 30135-1 | 2014-11-05                  | EPUB3 - Visão global                                                   |           |
| Parte 2 | ISO/IEC TS 30135-2 | 2014-11-05                  | Publicações                                                            |           |
| Parte 3 | ISO/IEC TS 30135-3 | 2014-11-05                  | Documentos de conteúdo                                                 |           |
| Parte 4 | ISO/IEC TS 30135-4 | 2014-11-05                  | OPF (Open Container Format)                                            |           |
| Parte 5 | ISO/IEC TS 30135-5 | 2014-11-05                  | Media Overlay                                                          |           |
| Parte 6 | ISO/IEC TS 30135-6 | 2014-11-05                  | EPUB Canonical Fragmento Identificador (Canonical Fragment Identifier) |           |
| Parte 7 | ISO/IEC TS 30135-7 | 2014-11-05                  | EPUB3 Documentos de Conteúdo Fixo (Fixed-Layout Documents)             |           |

## Características
- Software livre e de código aberto e Standard Aberto.
- Conteúdo fluido ou fixo[7]
- Conteúdo HTML (XHTML em EPUB 3)
- Permite o uso de imagens raster (JPG, PNG) ou vectorial (SVG)
- Metadados incorporados
- Apoio a Gestão de direitos digitais
- Estilos CSS
- Permite a inclusão de conteúdo de áudio e vídeo (dependente do programa e aparelho de leitura).
- Permite a inclusão de scripts em JavaScript (dependente do programa e aparelho de leitura).

## Software
- iBooks (iPad, iPhone e iPod Touch)
- sReader (iPhone)
- Aldiko (Android) e FBReader (Android e Windows PC)
- Calibre Companion (Versão Demo e outra Paga) e (Windows PC Free)
- EPUB Reader (Android)
- Moon reader (Android)
- Google Play Livros (Android)
- Nokia Reading (Windows Phone 7.X e Windows Phone 8)
- Albite Reader (Nokia 1.0 Asha Software Platform e Symbiam S40)

### Comparação entre programas de leitura de documentos EPUB
| Programa                | Criador              | Sistemas Operativos                                                            | Última versão                                             | Licença      |
| ----------------------- | -------------------- | ------------------------------------------------------------------------------ | --------------------------------------------------------- | ------------ |
| Adobe Digital Editions  | Adobe Inc.           | Mac OS X, Microsoft Windows, iOS                                               | 20 de abril de 2015                                       | Proprietário |
| Alidko                  | Aldiko               | Android                                                                        | 28 de janeiro de 2014                                     | Proprietário |
| Bluefire Reader         | Bluefire Productions | Android, Microsoft Windows, iOS                                                | 6 de novembro de 2013                                     | Proprietário |
| calibre                 | Kovid Goyal          | Linux, Mac OS X, Microsoft Windows                                             | 09 de julho de 2021                                       | GNU GPL      |
| FBReader                | Nikolay Pultsin      | Android, Linux, Microsoft Windows                                              | 21 de abril de 2014                                       | GNU GPL      |
| Google Play Books       | Google               | Android, Chrome OS, iOS, Web                                                   | 26 de agosto de 2015 (Android), 21 de julho de 2015 (iOS) |              |
| iBooks                  | Apple                | iOS,OS X                                                                       | 21 de outubro de 2015                                     | Proprietário |
| Kitabu                  |                      | Mac OS X                                                                       | 25 de junho de 2015                                       | Livre        |
| Kobo                    | Kobo Inc.            | Android, iOS,BlackBerry,Microsoft Windows, OS X                                |                                                           |              |
| Lektz                   | AEL Data             | Android, iOS, extensões do Google Chrome                                       | 13 de novembro de 2012                                    | Proprietário |
| Okular                  | The Okular Team      | Linux, tipo Unix                                                               | 19 de agosto de 2015                                      | GNU GPL      |
| OverDrive Media Console | OverDrive, Inc.      | Android, BlackBerry,iOS, Mac OS X, Microsoft Windows (apenas nalgumas versões) | outubro de 2012                                           | Proprietário |
| Sumatra PDF             | Krzysztof Kowalczyk  | Microsoft Windows                                                              | 2 de novembro de 2015                                     | GNU GPL      |